# Stephen Van Evera
Stephen Van Evera (* 1948) ist ein US-amerikanischer Politikwissenschaftler, der als Professor am Massachusetts Institute of Technology (MIT) forscht und lehrt. Er zählt zu den Vertretern des Neorealismus in den Internationalen Beziehungen und unter ihnen zu den Verfechtern des „defensiven Neorealismus“. Diese argumentieren im Gegensatz zu den „offensiven Neorealisten“ (wie etwa John J. Mearsheimer), dass es Staaten nicht ausschließlich um die Verbesserung ihrer relativen Machtposition gegenüber anderen Staaten gehe und betonen, dass Staaten sich trotz mancher Schwierigkeit durchaus sicher fühlen können und dadurch kaum Anreiz haben, ihre Position im internationalen System zu verbessern.
Van Evera machte sein Bachelor-Examen an der Harvard University und wurde an der University of California, Berkeley zum Ph.D. promoviert.

## Schriften (Auswahl)
- Causes of war. Power and the roots of conflict. Cornell University Press, Ithaca 1999, ISBN 0-8014-3201-4.
- Guide to methods for students of political science. Cornell University Press, Ithaca 1997, ISBN 0-8014-8457-X.
- als Herausgeber mit Sean M. Lynn-Jones und Steven E. Miller: Soviet military policy. An International security reader. MIT Press, Cambridge, Mass. 1989, ISBN 0-262-12142-5.
- als Herausgeber mit Steven E. Miller: The Star Wars controversy. An International security reader.  Princeton University Press, Princeton 1986, ISBN 0-691-07713-4.